# (11623) Kagekatu
(11623) Kagekatu est un astéroïde de la ceinture principale.

## Description
(11623) Kagekatu est un astéroïde de la ceinture principale. Il fut découvert le 8 octobre 1996 à Nanyo par Tomimaru Okuni. Il présente une orbite caractérisée par un demi-grand axe de 2,22 UA, une excentricité de 0,10 et une inclinaison de 7,1° par rapport à l'écliptique.

## Compléments